# Roberto Barozzi
Roberto Barozzi (Genova, 7 aprile 1960) è un allenatore di calcio ed ex calciatore italiano, di ruolo centrocampista.

## Carriera

### Giocatore
Ha debuttato in Serie C nel 1977 con i grigi dell'Alessandria. Dopo tre stagioni è passato per un anno al Savona, in Serie C2.
Nel 1981 ha debuttato in Serie B con la Cavese (esordio fra i cadetti il 22 novembre 1981 in occasione della sconfitta esterna con la Lazio). A fine stagione si è trasferito al Catania, contribuendo con 21 presenze e 3 reti alla promozione dei siciliani in Serie A.

Barozzi (accosciato, secondo da destra) nell'Alessandria del 1978-1979

Non venendo confermato dagli etnei in massima serie, è passato al Cesena, appena retrocesso in B. In Romagna  ha disputato 4 campionati cadetti, centrando una seconda promozione nell'ultima stagione 1986-1987. Si è poi trasferito al Cagliari, in Serie C1, passando nel 1989 al Livorno, in Serie C2. Ha terminato la carriera in Liguria, tra i dilettanti, con Savona, Sestrese e Pegliese.
In carriera ha totalizzato complessivamente 167 presenze e 11 reti in Serie B.

### Allenatore
Ha allenato la Sestrese nella stagione 2001-2002, subentrando a Salvatore Mango a campionato iniziato. Successivamente ha allenato Imperia e Canelli.
Nel febbraio 2011 è stato allenatore del Derthona per due giorni, dopo i quali si dimise per impegni extra-calcistici.
Nella stagione 2011-2012 ha guidato gli Allievi B della Sestrese, mentre dal 2015 al 2019 ha fatto parte dello staff delle Giovanili del Genoa.

## Palmarès

### Giocatore

#### Competizioni nazionali
- Campionato italiano Serie C1: 1

Cagliari: 1988-1989 (girone B)
- Coppa Italia Serie C: 1

Cagliari: 1988-1989